# Galdala
Galdala est une localité du Cameroun située dans le département du Mayo-Tsanaga et la Région de l'Extrême-Nord, dans les monts Mandara, à proximité de la frontière avec le Nigeria. Elle fait partie de la commune de Koza Rural.

## Population
En 1966-1967, Galdala comptait 591 habitants, pour la plupart des Mafa.
Lors du recensement de 2005, on y a dénombré 1 539 personnes.